# Pua Magasiva
Pua Magasiva, född 10 augusti 1980 i Apia på Samoa, död 11 maj 2019 i Wellington, Nya Zeeland, var en nyzeeländsk skådespelare.
Puga var bror till Robbie Magasiva, som bland annat spelade Mauhur i filmen Sagan om de två tornen.